# 鳥取運輸支局

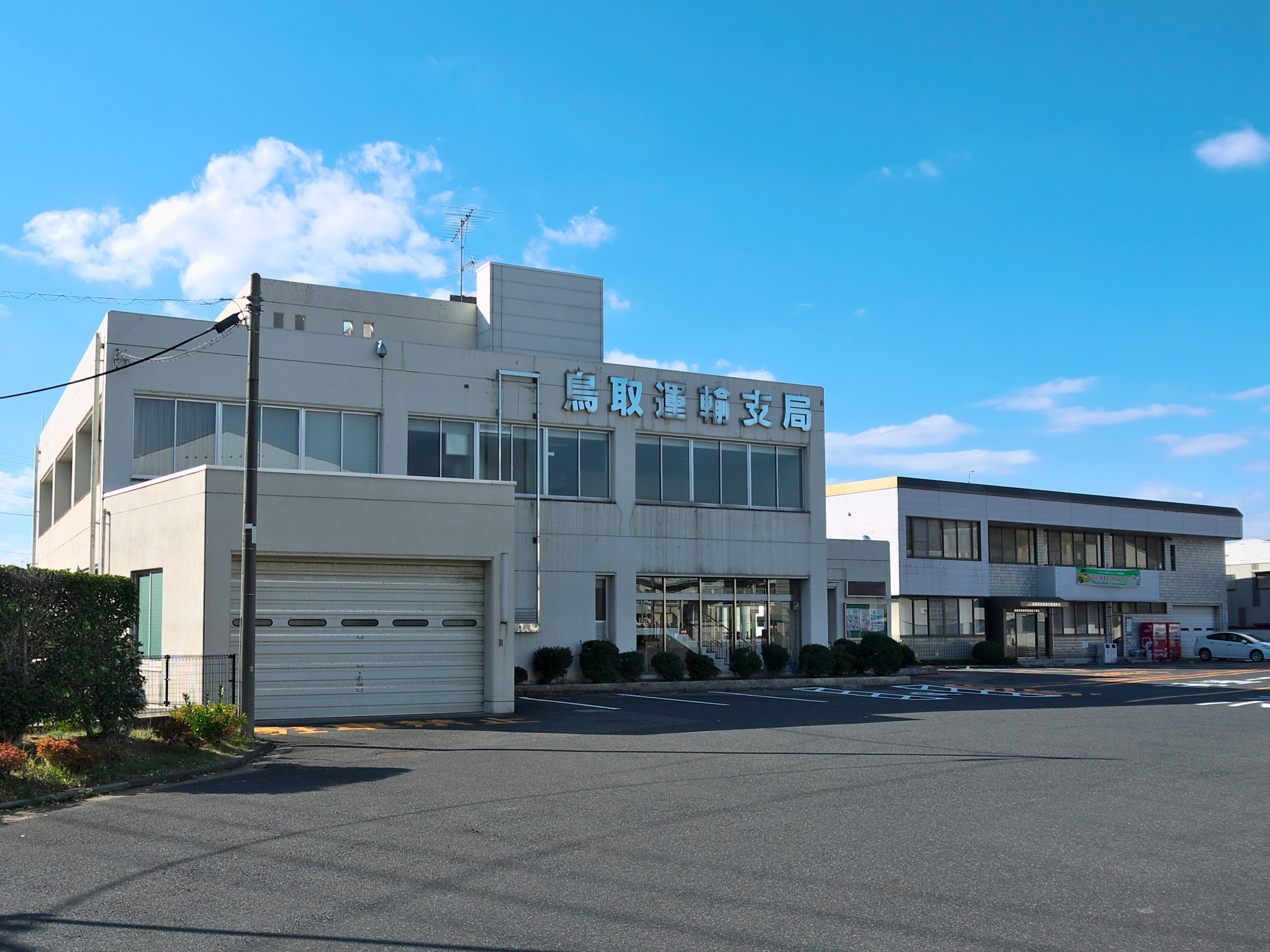
鳥取運輸支局本庁舎

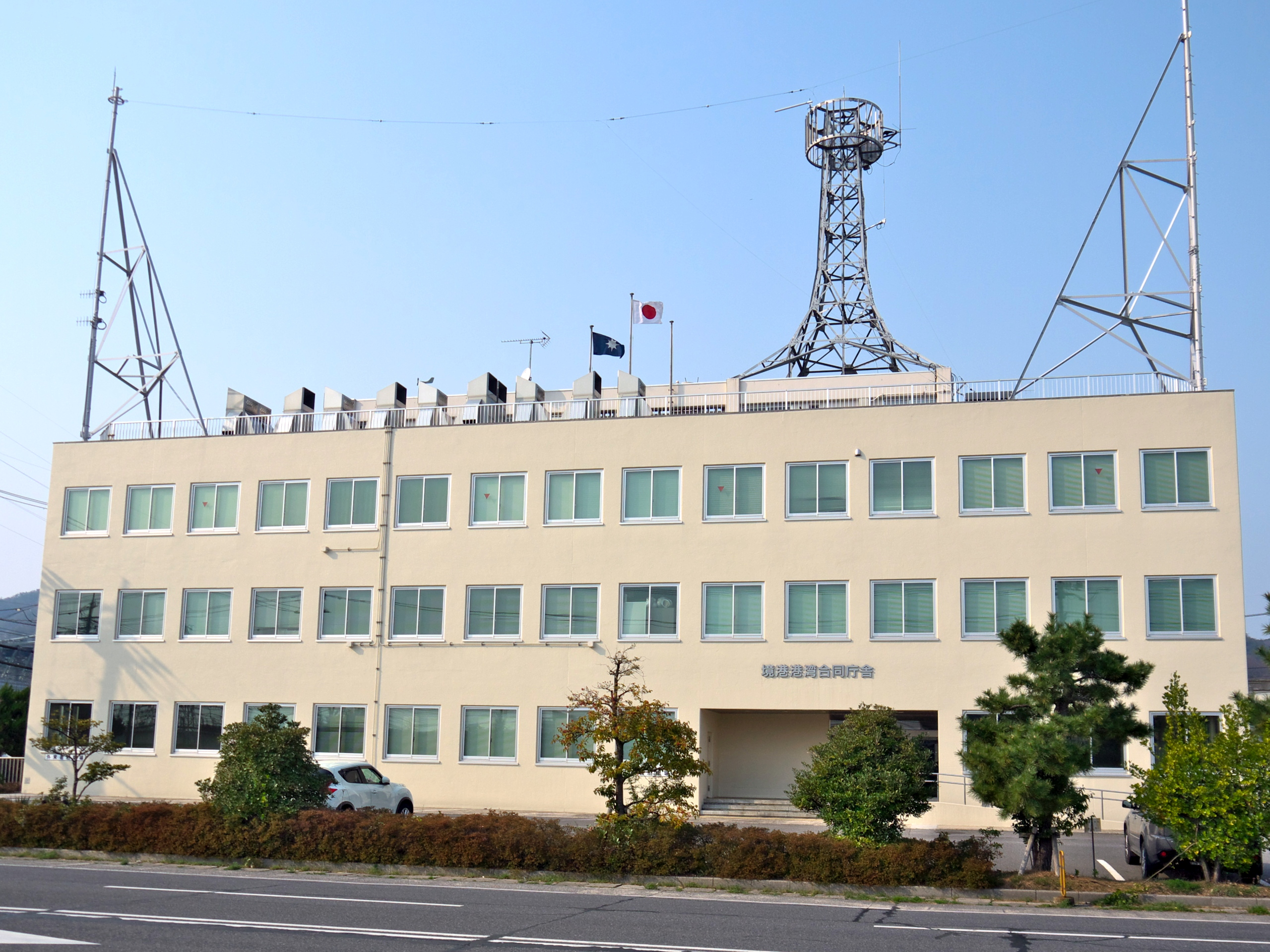
鳥取運輸支局境庁舎

鳥取運輸支局（とっとりうんゆしきょく）は、国土交通省の46県にある中国運輸局管内の運輸支局のひとつ。
自動車登録関係等の陸運部門と船員手帳の交付や船員失業保険の申請等を行う海事部門で所在地が異なる。しかも両庁舎間は100km以上も離れている。

## 所在地
本庁舎（陸運部門担当）
鳥取県鳥取市丸山町224
境庁舎（海事部門担当）
鳥取県境港市昭和町9-1 境港港湾合同庁舎

## 管轄区域
陸運部門
鳥取県全域。ここで交付される自動車のナンバープレートは「鳥取」ナンバーになる。
1988年以前に交付されていたナンバープレートは「鳥」ナンバーであった。
海事部門
鳥取県全域。